# 基础阶段
基础阶段（Foundation Stage），又称为关键阶段0（Key Stage 0），是英国政府对英格兰3到5岁儿童教育的分类。在北爱尔兰也使用这一术语，但是是指4到6岁学生义务教育的第一年。

## 英格兰
基础阶段1是指3到4岁，学前 / childcare 环境 例如托儿所（nursery school）。基础阶段2是指4到5岁，幼儿学校或小学的小班（the Reception class）。基础阶段也称为关键阶段0，以与关键阶段1到4相对应。 
引进基础阶段概念是英国教育中一个重要的里程碑。更为详细，关注于课程，强调通过有计划的游戏活动来进行学习。
为了从业人员编制的课程计划，确保大多数儿童在小班结束时能达到早期学习目标，提供了一系列步骤。这些步骤确定了在基础阶段结束时，儿童必须达到的知识、技能、理解和态度发展目标。 